# Aeroportul Rosh Pina
Aeroportul Rosh Pina (IATA: RPN, ICAO: LLIB) este un aeroport din Israel. A fost deschis în 1945.
Situat la o altitudine de 281 m, aeroportul dispune de o singură pistă. Este operat de Israel Airports Authority⁠(d).